# Greet Van Linter
Greet Van Linter, née le 6 juillet 1956 à Londerzeel est une femme politique belge flamande, membre du Vlaams Belang.
Elle possède un diplôme en kinésithérapie.

## Fonctions politiques
- Conseillère communale à Ganshoren (2006-).
- députée au Parlement flamand :
  - depuis le 6 juillet 2004 au 6 juin 2009.
- Députée au Parlement bruxellois :
  - depuis le 23 juin 2009 au 25 mai 2014